# Asksydhake
Asksydhake (Heteromyias albispecularis) är en fågel i familjen sydhakar inom ordningen tättingar.

## Utbredning och systematik
Fågeln förekommer på nordvästra Nya Guinea (bergen Tamrau och Arfak). Den behandlas som monotypisk, det vill säga att den inte delas in i några underarter. Tidigare inkluderades svartkronad sydhake i arten, men denna urskiljs sedan 2016 som egen art av BirdLife International och IUCN, sedan 2021 även av tongivande International Ornithological Congress.

## Status och hot
Arten har ett stort utbredningsområde, men tros minska i antal, dock inte tillräckligt kraftigt för att den ska betraktas som hotad. Internationella naturvårdsunionen IUCN listar arten som livskraftig (LC).